# NGC 1417
NGC 1417 is een balkspiraalstelsel in het sterrenbeeld Eridanus. Het hemelobject werd op 5 oktober 1785 ontdekt door de Duits-Britse astronoom William Herschel.

## Synoniemen
- PGC 13584
- MCG -1-10-21
- IRAS 03394-0451